# WRB – Laxenburg und Baden
Die Dampflokomotiven „LAXENBURG“ und „BADEN“ waren Personenzuglokomotiven der Wien–Raaber (Gloggnitzer) Eisenbahn (WRB).
Sie wurden 1839 von der Lokomotivfabrik William Norris in Philadelphia gebaut.
Im Anschluss an die Bestellung der „PHILADELPHIA“ bestellte die WRB zwei Stück stärkere Lokomotiven, da sie offenbar mit
der Leistung der „PHILADELPHIA“ nicht zufrieden war.
Die „BADEN“ kam 1853 zur Südlichen Staatsbahn (SStB) und wurde 1858 ausgemustert.